# ブレーキペダル

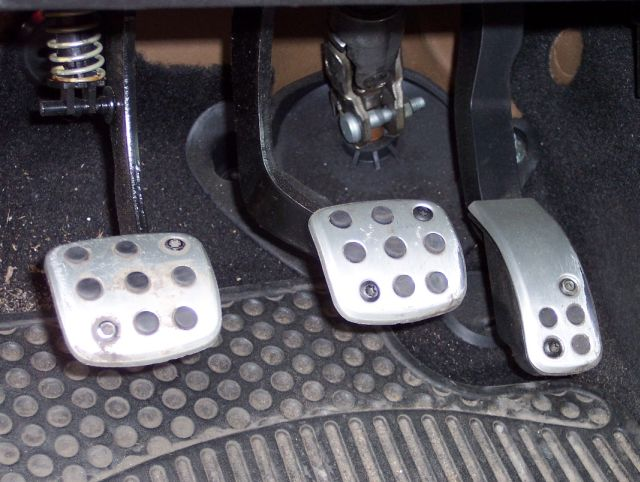
自動車運転席下部(MT車)のペダル。左からクラッチペダル・ブレーキペダル・アクセルペダル。

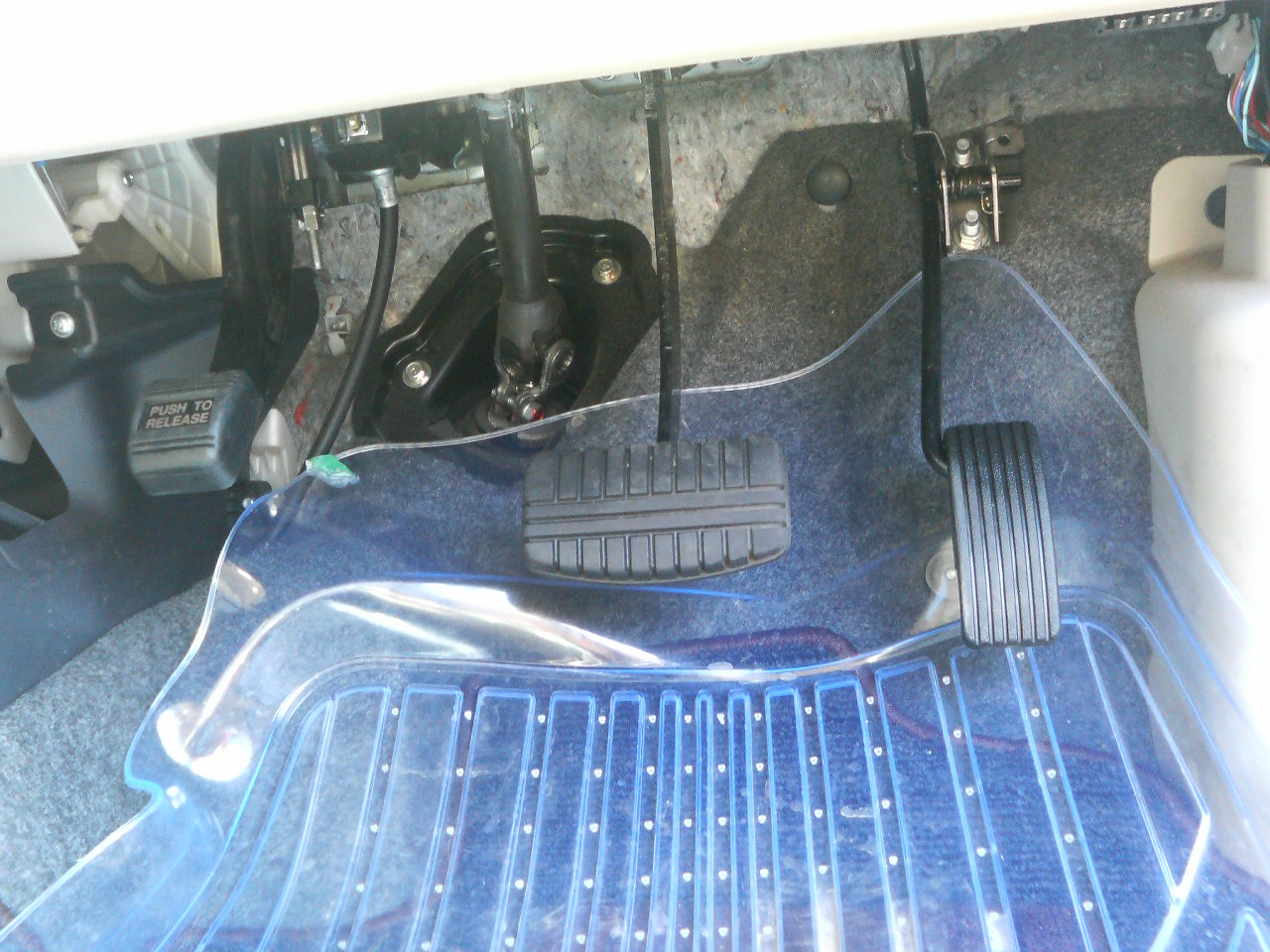
自動車運転席下部(AT車)のペダル。左からパーキングブレーキ・ブレーキペダル・アクセルペダル。

ブレーキペダルは、自動車の運転装置のひとつ。フットブレーキを作動させる。三輪・四輪車では、ほとんどの場合、運転席の足元に位置し、アクセルペダルの一つ左側にある。通常、足の滑りを防止するためにペダル表面にゴムが貼られているが、ドレスアップ性を重視したアフターパーツでは滑り止めのゴムがないものが多い。アフターパーツのブレーキペダルを取り付けた場合、足が濡れている時には操作に注意を要する。
形状は、ペンダント（吊り下げ）型が主であるが、エアブレーキの車両はほとんどオルガン（床置き）型である。

## 操作
ブレーキペダルは、右足で操作するのを基本としている。このようにすればブレーキ時に必ずアクセルから足を離すことになるので、フェイルセーフ的な操作となる。さらに、加速しながらブレーキを踏むという無意味な行為を防ぐこともできる。しかし、緊急の場合にペダル踏み替えの時間を要することには注意が必要である。

### 左足ブレーキ
市販車では、クラッチペダルのないAT車の運転は左足が自由なことと、AT車のブレーキペダルはMT車のものより若干大きく出来ているので、ブレーキペダルを左足で踏むことも可能である。
AT車であってもクリープ現象の弱い車種にあっては、上り坂での一旦停止でブレーキペダルから足を離すと後退してしまうものもある。この場合、発進の際には車両が後退しないように左足でブレーキペダルを踏みながら、右足でアクセルペダルを踏み込む操作が有効となる。

### ブレーキホールド

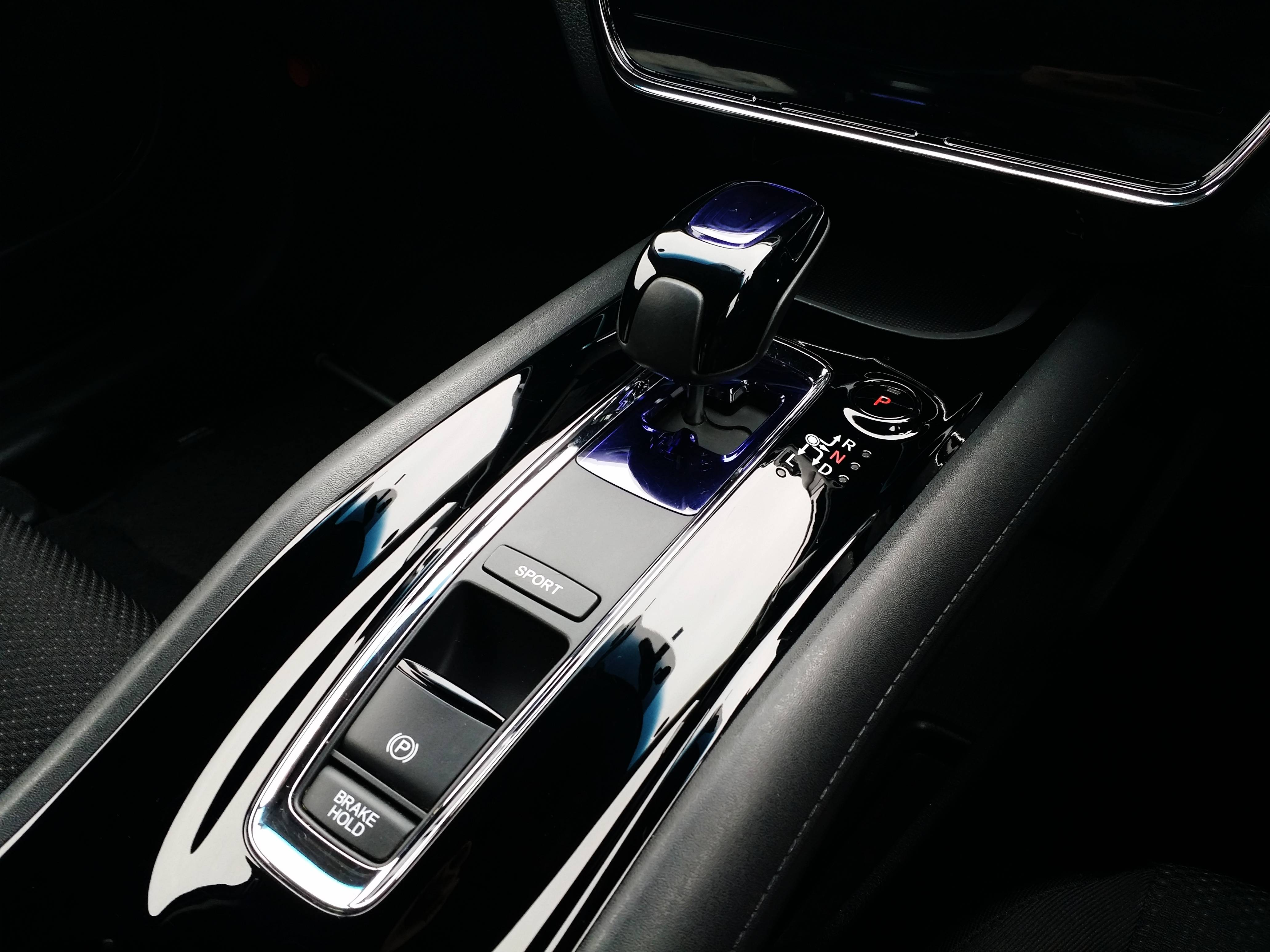
ホンダ・ヴェゼルのオートマチックブレーキホールドスイッチ（左下）

走行中にブレーキペダルを踏んで自動車を停車させた際、電動パーキングブレーキと連動してブレーキペダルから足を離してもブレーキがかかった状態を保持（ホールド）する機能が一部の車種に採用されている。ただし一部の車種において、制御ソフトウェアの欠陥や電源ノイズの影響などによって、運転者の意図せずブレーキホールドが解除され、車が動き出してしまうといった不具合が報告されている。
メルセデス・ベンツはこの機能を早くから採用し、実用化している。その際の操作も、停止させてさらに強くブレーキペダルを踏み込むだけという簡単な操作だけで作動させることが出来る。